# Фойснер, Фридрих Вильгельм
Фридрих Вильгельм Фойснер (нем. Friedrich Wilhelm Feussner; 1843—1928)) — немецкий учёный и естествоиспытатель. В своих работах «Ueber Stromverzweigung in netzformigen Leitern» и «Zur Berechnung der Stromstarke in netzformigen Leitern», опубликованных в журнале «Annalen der Physik», заложил основы схемного подхода к анализу электрических цепей.

## Вехи научной деятельности
Немецкий ученый и естествоиспытатель Фридрих Вильгельм Фойснер родился 25 февраля 1843 года в городе Ганау — на родине знаменитых братьев Гримм. Ему посчастливилось получить академическое образование под руководством сразу двух великих соотечественников — всемирно известного Г. Р. Кирхгофа в Гейдельберге и Кристиана Людвига Герлинга в Марбурге.

В 1867 году после успешной защиты диссертации «Über die Messung der Wärme durch die Veränderung des elektrischen Widerstandes mit der Temperatur» («Об измерении количества теплоты путём учёта зависимости электрического сопротивления от температуры») в Гейдельберге В. Фойснер получает степень доктора философии, а также пожизненное право преподавания физики в университете (так называемое «venia docendi» — в переводе с латинского «право преподавать»). 

«В этой работе речь идет о целесообразном исполнении и оформлении устройства (на что прежде кратко указывал фон О. Сванберг — шведский математик и астроном), которое в настоящее время называется болометром. Диссертация Фойснера содержала (по крайней мере на момент публикации некролога — по утверждению Ф. А. Шульца) некоторые и сегодня достойные внимания данные и положения».

Болометр представляет весьма тонкую вычерненную металлическую проволоку или полоску, введённую в одну из ветвей моста С. Уитстона и помещаемую на пути потока лучистой энергии. Из-за своей малой толщины пластинка под действием излучения быстро нагревается и её сопротивление повышается.
Болометр чувствителен ко всему спектру излучения. Но применяют его в основном в астрономии для регистрации излучения с субмиллиметровой длиной волны (промежуточное между СВЧ и инфракрасным): для этого диапазона болометр — самый чувствительный датчик. Источником теплового излучения может быть свет звезд или Солнца, прошедший через спектрометр и разложенный на тысячи спектральных линий, энергия в каждой из которых очень мала.
По неизвестным нам причинам В. Фойснер вскоре резко изменил тему своих исследований и переехал поближе к отчему дому в город Марбург (колыбель федеральной земли Гессен), и уже 14 января 1869 года сделал доклад «Über der Bumerang» («О бумеранге») на заседании Марбургского Общества содействия естествознанию. Одновременно он становится вначале внештатным, а затем, с 1881, — и действительным членом этого общества.
В 1878—1881 годах усовершенствованием болометра занимался С. П. Лэнгли, который и вошёл в историю науки как формальный изобретатель этого прибора.
Становление физики как научной и учебной дисциплины в Марбургском университете началось с назначением Герлинга в 1817 году профессором математики, физики и астрономии. Герлинг был близким другом К. Ф. Гаусса, который в то время возглавлял кафедру в Геттингене. Герлинг известен своими исследованиями в области геодезии, в которых использовал метод наименьших квадратов Гаусса.
С 1871 года Фойснер работает в должности приват-доцента физики и математики Марбургского университета. В эти годы В. Фойснером был опубликован ряд работ в журнале «Annalen der Physik und Chemie»(«О двух новых методах для измерения высоты облаков») (1871 г.), «Ueber die von Hrn. Sekulic beschriebene Interferenzerscheinung» («Об описании явления интерференции») (1873), «Neuer Beweis der Unrichtigkeit der Emissionstheorie des Lichts» («Новое доказательство некорректности эмиссионной теории света») (1877) , «Über die Interferenzerscheinungen dünner Blättchen mit besonderer Reucksicht auf die Theorie der Newtonschen Ringe» («Об интерференции в тонких пленках с учётом теории колец Ньютона») (1881).
Как видно из названий публикаций Фойснера тех лет, немецкий ученый плодотворно работал в различных разделах физики, однако наибольший интерес для него представляли исследования в области оптики, в которых он добился немалых успехов. Он считался общепризнанным специалистом, и его трактовки явлений интерференции и поляризации были включены в пособие по физике А. Винкельмана. Фойснер являлся составителем главы об интерференции и во втором издании этого пособия. В дальнейшем, уже после отставки Фойснера, материал об интерференции, после значительной переработки в соавторстве с Л. Яникки и дополнения новыми результатами исследований, вошёл в учебник по оптической физике «Dem Handbuch der Physikalischen Optik» под редакцией Е. Гехркке.
С 1880 года В. Фойснер преподаёт теоретическую физику в Марбургском Университете сначала в должности внештатного профессора, а с 1908 года уже в качестве штатного профессора. Питер Томас, профессор кафедры «Теоретической физики полупроводников» Деканата Физики Марбургского Университета, специалист по истории этого университета отмечает, что в Марбурге вплоть до последних десятилетий девятнадцатого века теоретическая физика как область научных исследований ещё не сформировалась. Фойснер по существу был первым физиком-теоретиком в Марбурге и в 1910 году основал регулярный научный семинар по этой дисциплине. Если во времена Герлинга физики довольствовались помещением из шести небольших комнат, то к 1915 году его преемник Фойснер вместе с коллегами имел в распоряжении большой особняк, оснащённый самым современным оборудованием, построенный под руководством профессора Ричарца.
Интересы В. Фойснера во второй половине его творческой жизни были весьма разносторонними. Наряду с завершением своих работ в области теоретической физики он разработал основу для становления и развития топологического анализа электрических цепей. Удивительно, но эти статьи, опубликованные в авторитетнейшем журнале «Annalen der Physik und Chemie», остались практически незамеченными современниками Фойснера! Первые ссылки на них в литературе относятся к пятидесятым годам двадцатого века, а Ф. А. Шульц, написавший в 1930 году в память Фойснера некролог, даже не упоминает эти работы в числе достижений немецкого ученого.
После пятидесяти лет, посвящённых Марбургскому Университету, в 1918 году Фойснер подаёт в отставку. В 1927 году он имел уникальную возможность отпраздновать как 400-летие Университета, так и собственный юбилей — 60 лет со дня защиты диссертации (Dozenenjubilaeum). Жизненный путь Фойснера был удивительно ровным и гладким для тревожного и бурного времени социальных революций и мировых войн. «Тихая работа и надежное исполнение долга были счастьем его жизни». Оставшиеся годы он провел на пенсии в окружении семьи. Скончался Фридрих Вильгельм Фойснер 5 сентября 1928 года в Марбурге в возрасте 85 лет.

## Особое звено символьного анализа
Фридрих Вильгельм Фойснер был первым, кто указал на недостатки топологических формул Густава Роберта Кирхгофа и Джеймса Клерка Максвелла, объяснив в 1902 г., почему они не находят применения у физиков и отсутствуют в справочниках по физике. Главная, по его мнению, причина состояла в трудностях выбора принимаемых сочетаний сопротивлений (проводимостей) из очень большого числа возможных сочетаний. Поэтому Фойснер разработал ряд методов поэтапного разложения числителя и знаменателя схемной функции. Заметил, что к понятию «схемная функция» приводит изучение работы Максвелла (1873 г.), который подавал э.д.с. вдоль одного проводника и находил возникающий при этом ток в другом проводнике.
Интерес В. Фойснера к электротехнике был далеко не случайным, ведь его учителем был сам Кирхгоф, и название его диссертации, первой серьёзной научной работы, «Über die Messung der Wärme durch die Veränderung des elektrischen Widerstandes mit der Temperatur» («Об измерении количества теплоты путём учёта зависимости электрического сопротивления от температуры») говорит само за себя. Между тем, в истории науки среди учеников основателя электротехники фамилия Фойснера не значится. Возможно это связано с тем, что после получения ученой степени доктора философии В. Фойснер резко меняет направление исследований, и возвращается к теории электрических цепей только через 35 лет.
В своих работах, опубликованных в 1902—1904 годах в авторитетном журнале «Annalen der Physik und Chemie», Фойснер развил результаты Кирхгофа и Максвелла практически до их современного состояния применительно к пассивным электрическим цепям без взаимоиндуктивностей. Однако, в отличие от работ Кирхгофа и Максвелла, излагающих топологический подход к анализу электрических цепей, результаты Фойснера остаются до сих пор по существу неизвестными специалистам.

## Метод выделения параметров
Сущность вычислительных преимуществ топологических методов разложения определителей Фойснера состоит, во-первых, в устранении перебора излишних сочетаний ветвей схемы и, во-вторых, в формировании скобочного выражения определителя, то есть выражения с вынесенными за скобки общими множителями. Последнее многократно уменьшает количество требуемых вычислительных операций. Под определителем Z-схемы (Y-схемы), как и Фойснер, мы будем понимать определитель соответствующей матрицы контурных сопротивлений (узловых проводимостей). Это подчеркивает то обстоятельство, что топологические методы предназначены для получения схемной функции, минуя формирование матрицы схемы.
Фойснер предложил формулы выделения параметров, позволяющие свести разложение определителя пассивной схемы к разложению определителей более простых производных схем, в которых отсутствует некоторая выделяемая ветвь z или y:
где{\displaystyle \Delta } — определитель пассивной схемы. Нижний или верхний индексы при символе {\displaystyle \Delta } указывают на стягивание или удаление выделяемой ветви соответственно. Стягивание ветви равносильно её замене идеальным проводником. В результате стягивания и удаления ветвей могут образоваться вырожденные схемы, определитель которых тождественно равен нулю, что упрощает разложение определителей.
Рисунок иллюстрируют применение формул (1) и (2).
Рекурсивным применением формул (1) и (2) достигается сведение исходных формул к простейшим, определители которых выводятся из закона Ома.

## Перечисление деревьев графа
В середине 60-х годов было установлено, что наиболее простой алгоритм перечисления деревьев графа базируется на формуле (2). В символьном виде множество S(G) всех деревьев графа G должно удовлетворять условию:
где {\displaystyle e}является ребром графа {\displaystyle G}, {\displaystyle G/e} и {\displaystyle G\backslash e}— графы полученные из исходного в результате стягивания и удаления ребра {\displaystyle e}соответственно.
Крупный теоретик-программист Дональд Кнут в четвёртом томе своего монументального труда «Искусство программирования» приводит Фойснера в качестве основоположника эффективной генерации деревьев графов через формулы выделения (1) и (2).
Более ранние упоминания работ Фойснера можно найти в публикациях Дж.Е. Алдерсона, Г.Дж. Минти, В.К. Чена, Ф.Т. Беша, С.Дж. Колборна, Р. П. Дж. Дея и Л.Д. Нела.

## Диакоптика Фойснера
Фойснером были высказаны некоторые идеи диакоптического подхода к анализу схем задолго до появления работ Г. Крона. Именно им было впервые введено и использовано понятие «подсхема» («частичная цепь») и предложен метод деления (бисекции) схемы, в основе которого лежат формулы бисекции по одному (4) и двум узлам (5) соответственно:
где {\displaystyle \Delta _{1}} и {\displaystyle \Delta _{2}} — определители первой и второй подсхем, из которых состоит схема; {\displaystyle \Delta _{1}(a,b)} и {\displaystyle \Delta _{2}(a,b)} — определители схем, образованных соответственно из первой и второй подсхем в результате объединения общих узлов. Формулы (4) и (5) наглядно проиллюстрированы на рис. 3 и рис. 4 соответственно.

## Методы разложения схемных определителей
Помимо рассмотренного выше метода выделения параметров по формулам (1) и (2), Фойнсером были предложены и доказаны методы разложения определителя Z-схемы (Y-схемы) по Z-контуру (Y-узлу) и по Z-узлу (Y-контуру). Формулировки этих методов Фойснера заслуживают того, чтобы привести их полностью (заголовки утверждений и их нумерация не принадлежат оригиналу).
1. Если {\displaystyle h\geqslant \mu }, то образуют сочетания по {\displaystyle h,h-1,\ldots ,1}; если {\displaystyle h<\mu }, то — сочетания по {\displaystyle \mu ,\mu -1,\ldots ,1}из сопротивлений ветвей контура с исключением тех сочетаний ветвей, при удалении которых схема распадается на части. Каждое такое произведение сопротивлений умножается на определитель схемы, которая получена из первоначальной схемы в результате удаления ветвей контура и объединения узлов, которые связываются ветвями контура, не входящими в сочетание. Сумма указанных произведений есть искомый определитель.
2. Разложение определителя Y-схемы по узлу. Если к Y-схеме добавляется узел с p Y-ветвями, оканчивающимися в каких-либо узлах исходной схемы, то определитель новой Y-схемы есть сумма, слагаемые которой состоят из всех сочетаний по {\displaystyle p,p-1,\ldots ,1}из проводимостей новых ветвей, а каждое такое произведение проводимостей умножено на определитель схемы, полученной из первоначальной схемы в результате объединения конечных узлов ветвей, которые имеются в данном сочетании.
3. Разложение определителя Z-схемы по узлу. Если к Z-схеме добавляется узел с p z-ветвями, оканчивающимися в какими-либо узлах исходной схемы, то определитель новой Z-схемы есть сумма, слагаемые которой состоят из всех сочетаний по {\displaystyle p-1,p-2,\ldots ,0}из сопротивлений новых ветвей, а каждое такое произведение сопротивлений умножено на определитель схемы, полученной из первоначальной схемы в результате объединения конечных узлов добавляемых ветвей, которые отсутствуют в данном сочетании.
4. Разложение определителя Y-схемы с независимыми контурами по контуру, содержащему {\displaystyle p-1,p-2,\ldots ,0} ветвей. Если {\displaystyle h\leqslant \mu }, то образуют сочетания по {\displaystyle h-1,h-2,\ldots ,0}; если {\displaystyle h>\mu }, то — сочетания по {\displaystyle h-1,h-2,\ldots ,h-\mu }из проводимостей ветвей контура с исключением тех сочетаний ветвей, при удалении которых схема распадается на несвязанные части. Каждое такое произведение проводимостей умножается на определитель схемы, которая получена из первоначальной схемы в результате удаления ветвей контура и объединения узлов, которые связываются ветвями, имеющимися в сочетании. Сумма этих произведений и есть искомый определитель.

Утверждения 1, 2, 3 превосходят современные формулировки по общности и четкости. Утверждение 4, которое, по-видимому, в более поздних источниках не приводилось, дополняет предыдущие утверждения. В результате имеем полную группу утверждений относительно разложения определителя схемы по узлу и контуру. В. Фойснер приводит правило, которое позволяет учесть наличие многократных z-ветвей в выражении определителя, полученном для упрощённой схемы, образованной в результате формальной замены многократных ветвей однократными. Это обеспечивает существенное сокращение трудоемкости расчёта сложных электрических цепей.

## Топологическая формула передачи
В 1847 году, спустя два года после опубликования своих законов, Г. Р. Кирхгоф попытался сделать процесс получения решения более наглядным. Его метод анализа z-схем без управляющих связей использует непосредственно схему замещения цепи и не требует предварительного составления её уравнений. Дуальный результат для y-схем опубликовал Максвелл в 1873 году. В литературе по этому поводу обычно называют 1892 год — дату третьего издания знаменитого трактата. Максвелл вводит отношение (впоследствии названное схемной функцией и ССФ)
где {\displaystyle \Delta N} и {\displaystyle \Delta D} — соответственно числитель и знаменатель ССФ, в которых параметры всех элементов схемы представлены символами.
В. Фойснер в 1902 г. обратил внимание на трудности построения ССФ с помощью топологических формул Кирхгофа и Максвелла. Формирование ССФ по Фойснеру предусматривает разложение определителей исходной схемы и производных от неё схем по выражениям (1)-(2) без составления уравнений цепи. Важно, что на каждом шаге расчёта приходится иметь дело со схемой, менее сложной, чем исходная схема, а не с абстрактными сочетаниями ветвей исходной схемы.
Для упрощения нахождения числителя ССФ как Z-, так и Y-схемы (по сравнению с формулами Кирхгофа и Максвелла) Фойснером были получена формула, в которой совместно учитывались слагаемые, обусловленные вкладом в сумму слагаемых числителя каждого контура схемы, проходящего через источник напряжения и ветвь с искомым током. Предложенная Фойснером топологическая формула передачи позволяет найти числитель ССФ посредством перечисления контуров передачи между независимым источником и ветвью с искомым откликом:
где {\displaystyle q}— число контуров передачи, {\displaystyle P_{i}}— произведение проводимостей, входящих в {\displaystyle i{\text{-й}}}контур передачи, взятое с соответствующим знаком; {\displaystyle \Delta _{i}}— определитель схемы при стягивании всех ветвей i-го контура.
В схемном виде топологическая формула передачи представлена на рисунке. Сама идея поиска контуров, содержащих и генератор, и приемник, для получения числителей схемных функций принадлежит Фойснеру.

## Использование полной схемы в качестве шаблона
Первым, кто использовал полную схему в качестве тестовой при разработке методов теории цепей, был учитель Фойснера — Кирхгоф. Это была полная схема на четырёх узлах, предложенная Уитстоном. Её также использовал Максвелл, и в наше время специалисты по-прежнему применяют полную четырёхузловую схему как базовый тест для современных компьютерных систем схемотехнического моделирования.
Фойснер обратил внимание на трудоемкость анализа полной схемы, введённой Максвеллом, и рассмотрел топологический подход к анализу электрических цепей, в котором полная схема используется в качестве шаблона. Фойснер по сути ввел в электротехнику полные схемы с произвольным числом узлов и разработал эффективные для своего времени методы их исследования.
Он предложил использовать для анализа схемы с числом узлов, равным n, известный определитель полной схемы на n узлах, в котором слагаемые, включающие параметры недостающих ветвей в анализируемых схемах, приравнивались к нулю. Так, ниже представлена полная Z-схема на пяти узлах (рис. а) и её определитель (8), рассчитанный по (1).
Для анализа схемы на рисунке б, достаточно удалить из формулы (8) все слагаемые, в которые входят параметры отсутствующих элементов. В результате получим:
Много лет спустя были разработаны методы, реализующие этот подход для анализа и синтеза RLC-схем. Важно, что Фойснер сформулировал все свои результаты как для Z-, так и для Y-схем, одним из первых использовав принцип дуальности. Через 56 лет математик Кларк в журнале Лондонского математического общества повторно рассмотрел один метод наращивания Фойснера для доказательства формулы Кэли о числе деревьев T в полном графе. Формулу Кэли,
где q — узлов схемы (графа), Фойснер получил независимо от этого математика, заложившего основы теории графов.

## Топологическое доказательство принципа взаимности
В работе Фойснера исследуется принцип взаимности и приводится его топологическое доказательство. Причем Фойснер представляет это доказательство всего лишь как побочный результат, отмечая, что его мог сделать ещё сам Кирхгоф.
Как известно, основанный на теореме взаимности принцип взаимности гласит: если ЭДС {\displaystyle E}, действуя в некоторой ветви схемы, не содержащей других источников, вызывает в другой ветви ток {\displaystyle I}, то принесённая в эту ветвь ЭДС {\displaystyle E} вызовет в первой ветви такой же ток {\displaystyle I}.
Обозначим проводник, в котором находится источник ЭДС, через {\displaystyle a}, следовательно, числитель ССФ {\displaystyle Z(N)}(6), который умножается на {\displaystyle E} и даёт ток {\displaystyle I_{a}}этой ветви, равен {\displaystyle \Delta N_{a}}.
Чтобы найти числитель выражения для тока {\displaystyle i_{k}}в другой ветви {\displaystyle b}, поступим следующим образом. Предположим, что каждый отдельный проводник А образует закрытые контуры {\displaystyle K_{1},K_{2},\ldots ,K_{p}}с постоянными токами интенсивности {\displaystyle I_{1},I_{2},\ldots ,I_{p}}в направлении прохождения через {\displaystyle a}. Очевидно, что первый закон Кирхгофа {\displaystyle \Sigma I_{n}=0}по отношению к точке разветвления будет выполняться для совокупности этих токов при любых величинах {\displaystyle I}. Допустим, что в каждом проводнике цепи сумма протекающих через него токов даёт результирующий ток {\displaystyle i}, тогда должно выполняться условие для каждого распределения сопротивлений в цепи:
Будем считать, что {\displaystyle I_{f}=Z_{f}\,E/\Delta N} и {\displaystyle \Sigma Z_{f}=\Delta N_{a}}. Следовательно, {\displaystyle Z_{f}}составляется из членов {\displaystyle \Delta N_{a}}. Чтобы получить способ возможного составления распределения токов, следует помнить, что удаление какой-нибудь ветви контура {\displaystyle K}приводит к его разрыву и что, следовательно, интенсивность протекающего через него тока {\displaystyle I}будет равна нулю. При этом {\displaystyle I_{f}}, {\displaystyle Z_{f}}не могут содержать сопротивления {\displaystyle R}проводников, образующих контур. Следовательно, если {\displaystyle E}находится в {\displaystyle a}, то для получения числителя {\displaystyle i_{k}}используются одновременно оба проводника {\displaystyle a}и {\displaystyle k}. Следует взять последовательность членов из {\displaystyle \Delta N_{a}}, в которых не встречается {\displaystyle R}проводников, содержащихся в {\displaystyle K_{1}}, присоединить к ним члены, которые не содержат {\displaystyle R}из {\displaystyle K_{2}}, и так до использования всех контуров {\displaystyle K_{1},K_{2},\ldots ,K_{g}}.
Для определения знака выбирают какое-либо направление проводника k в качестве положительного, затем при совпадении направления тока получается член с положительным знаком, при несовпадении с отрицательным.
Фойснер формулирует правило, согласно которому числитель {\displaystyle i_{\lambda }}есть сумма комбинаций из {\displaystyle R_{1},R_{2},\ldots ,R_{n}}по {\displaystyle \mu -1}элементов, после удаления проводников которых остается одна замкнутая фигура, содержащая {\displaystyle \lambda }. Каждая комбинация умножается на сумму ЭДС, которые принадлежат замкнутой фигуре. ЭДС при этом считаются положительными по направлению, если в этом направлении положителен ток {\displaystyle i_{j}}. Для определения тока в проводнике {\displaystyle b}, если ЭДС находится в {\displaystyle a}, используется замкнутый контур, который проходит через эти оба проводника ({\displaystyle a}и {\displaystyle b}). Тот же самый замкнутый контур используется для определения тока в {\displaystyle a}, если ЭДС находится в {\displaystyle b}. Тогда если в цепи проводников ЭДС из ветви {\displaystyle a} без изменения переносится в {\displaystyle k}, то в {\displaystyle a}будет действовать тот же самый ток, который раньше был в {\displaystyle k}.

## Обобщённый метод контурных токов
Максвелл, по сообщению Джона Амброза Флеминга, изобретателя первой электронной лампы, названной впоследствии диодом, в своей последней университетской лекции показал другой вид разложения тока в цепи с проводниками. Судя по тому, как его описывает Флеминг, метод не является общеприменимым. Предполагается, что цепь таким образом лежит на плоскости, что проводники нигде не перекрываются. Окружность каждого контура, в котором предполагается один постоянный ток, проходится в определённом направлении (против часовой стрелки). Через каждый проводник внутри цепи течет два тока граничных контуров противоположных значений, и их разность и есть протекающий в этом проводнике ток. Ясно, что подобное расположение цепи на плоскости не всегда возможно, как, например, в цепи, полученной путём соединения двух противолежащих узлов в схеме моста Уитстона.
В работе приводится, по словам самого Фойснера, «небольшое изменение», позволяющее сделать метод общеприменимым. Можно, как показал Кирхгоф, для каждой цепи взять различные системы {\displaystyle \mu =n-m+1} замкнутых контуров, из которых можно составить все возможные в цепи замкнутые контура. Фойснер предлагает считать такой системой {\displaystyle k_{1},k_{2},\ldots ,k_{\mu }}, при этом в каждом контуре протекает один постоянный ток {\displaystyle I_{1},I_{2},\ldots ,I_{\mu }}. Для каждого контура и каждого проводника устанавливается какое-нибудь направление, в котором ток должен быть направлен положительно. Затем к каждому такому контуру следует применить закон Кирхгофа, что позволит получить {\displaystyle \mu } линейных уравнений между {\displaystyle E}, сопротивлениями цепи и {\displaystyle I_{1},\ldots ,I_{\mu }}, откуда можно найти искомые токи.
Фойснер указывает на то, что определитель, который можно получить с помощью классической записи закона Кирхгофа, будет {\displaystyle n}-го порядка, а определитель, полученный по Максвеллу, только {\displaystyle \mu }-го порядка. Таким образом, преимущества нового метода не так велики, как хотелось бы. Отдельные элементы формы Кирхгофа обычно также имеют {\displaystyle \mu }-й порядок из-за {\displaystyle (m-1)}-кратного появления коэффициентов {\displaystyle \pm 1}. К тому же у Максвелла образуется значительно большее количество взаимно уничтожающихся членов, следовательно, предложенная Максвеллом методика не имеет существенных преимуществ по сравнению с изначальным подходом Кирхгофа.